# 반프레스토
반프레스토(일본어: バンプレスト, BANPRESTO)는 일본의 비디오 게임 회사로, 반다이의 자회사이다. 2008년 4월 1일 반다이 남코 게임스에 합병되었다.

## 게임

### 호에이/코어랜드
- 펭고
- 아임 쏘리 (비디오 게임)

### 반프레스토
- 뿌요뿌요 (비디오 게임)
- 은혼
- 짱구는 못말려